# Волинець Надія Іларіонівна
Надія Іларіонівна Савела, у шлюбі Волинець, псевдонім Н. Іляренко; нар. 4 листопада 1946, с. Бобрик Роменського району Сумської області) — українська громадсько-культурна діячка, публіцистка, редакторка. Член Національних спілок журналістів (1996) і краєзнавців (1999) України, Почесний член Всеукраїнського товариства «Просвіта» (1998).

## Життєпис
Закінчила факультет журналістики Львівського університету (1973). Працювала заступницею редактора районної газети у Збаражі, старша редакторка Тернопільського облполіграфвидаву, відповідальна секретарка районної організації Товариства книголюбів; одночасно займалася створенням Міжобласного методичного центру пропаганди книги.
Від 1984 — директорка Музею книги в місті Бережани.
З ініціативи Надії Волинець та за її участю в Бережанах встановлено пам'ятні таблиці: Іванові Франку (1981), Маркіянові Шашкевичу (1987), Богданнові Лепкому (1991), погруддя Андрія Чайковського (1996), пам'ятник Богданові Лепкому (1997).
Авторка експозицій Музею книги, музеїв Богдана Лепкого у місті Бережани та музейної кімнати Богдана Лепкого в селі Жовчів Рогатинського району Івано-Франківської області (обидві — 1995).

## Доробок
Авторка низки наукових і літературно-мистецьких публікацій, редакторка і упорядниця книг.

## Відзнаки та нагороди
- «Людина року» (1995, Тернопільщина).
- Премія імені Братів Лепких (1996).
- Почесна громадянка міста Бережани (1997).
- Заслужений працівник культури України (2001).
- Ювілейна медаль «25 років незалежності України» (2016)[1].[2]